# Zwierzyniec Trzeci
Zwierzyniec Trzeci est une localité polonaise de la gmina de Panki, située dans le powiat de Kłobuck en voïvodie de Silésie.